# Panzerbrigade 8
De Duitse Panzerbrigade 8 was een Duitse Panzerbrigade van de Wehrmacht tijdens de Tweede Wereldoorlog. Deze Panzerbrigade vormde de gepantserde component van een van de oorspronkelijke Panzerdivisies, de 5e Panzerdivisie.

## Krijgsgeschiedenis

### Oprichting
Panzerbrigade 8 werd opgericht 10 november 1938 in Sagan in Wehrkreis VIII. In eerste instantie werd de brigade uitgerust met de Panzerkampfwagen I en Panzerkampfwagen II. Pas later volgden betere modellen, de Panzerkampfwagen III en Panzerkampfwagen IV.

### Inzet
De brigade vocht als integraal deel van de 5e Pantserdivisie in de veldtocht in Polen in september 1939 (Fall Weiss, al op de eerste dag werd de commandant, Generalmajor Haarde, zwaar gewond door Pools artillerievuur) en in de veldtocht in het Westen in mei (Fall Gelb) en juni 1940 (Fall Rot).
Omdat uit de ervaringen van de Franse veldtocht naar voren kwam dat de Panzerdivisies toch wel wat log waren en topzwaar in tanks, werd de verhouding tanks-infanterie omgedraaid. Omdat nog maar één panzerregiment per divisie nodig was, waren de panzerbrigades als bevelslaag overbodig geworden.

### Einde
Panzerbrigade 8 werd in de herfst van 1940 uit de 5e Pantserdivisie verwijderd. De staf werd later (1 maart 1941) gebruikt voor het de vorming van de Panzerbrigade 100.

### Slagorde
- Panzerregiment 15
  - 1 september 1939: 2 bataljons, met elk 4 compagnieën (1 staf en 3 lichte)
    - in totaal 72 Panzer I, 81 Panzer II, 3 Panzer III, 8 Panzer IV, 11 PzBefw

  - 10 mei 1940: 2 bataljons, met elk 4 compagnieën (1 staf, 1 medium en 2 lichte)
    - in totaal 51 Panzer I, 61 Panzer II, 24 Panzer III, 16 Panzer IV, 15 PzBefw
- Panzerregiment 31
  - 1 september 1939: 2 bataljons, met elk 4 compagnieën (1 staf en 3 lichte)
    - in totaal 80 Panzer I, 63 Panzer II, 0 Panzer III, 6 Panzer IV, 11 PzBefw

  - 10 mei 1940: 2 bataljons, met elk 4 compagnieën (1 staf, 1 medium en 2 lichte)
    - in totaal 46 Panzer I, 59 Panzer II, 28 Panzer III, 16 Panzer IV, 11 PzBefw

## Commandanten
| Rang         | Naam                 | Begin            | Eind             |
| ------------ | -------------------- | ---------------- | ---------------- |
| Generalmajor | Johann Haarde        | 1 oktober 1935   | 1 september 1939 |
| ??           | tijdelijke vervanger | 2 september 1939 | 8 oktober 1939   |
| Generalmajor | Johann Haarde        | 8 oktober 1939   | 1 maart 1941     |